# コルベット・サマー
『コルベット・サマー』（英語: Corvette Summer）は、1978年に公開されたアメリカのアドベンチャー・コメディ映画である。
監督：マシュー・ロビンス。主演のマーク・ハミルにとっては前年の『スター・ウォーズ』の成功後初の映画出演であり、愛車のコルベットを追ってラスベガスへ向かう若者の役を演じた。共演者のアニー・ポッツは、一風変わった若い女性の役を演じ、初めてゴールデングローブ賞にノミネートされた。

## あらすじ
主人公のケニー・ダントリーは、車を愛する南カリフォルニアの高校生であった。実習の授業で、ケニーはスクラップされるシボレー・コルベットC3を救い出し、派手なボディワークを備えた車としてカスタマイズしたが、新しいホイールを取り付けた直後に盗まれた。盗まれた車がラスベガスにあると聞いたケニーは、車を取り返すためにすぐにラスベガスへ向かった。途中で「見習い娼婦」を自称する放浪者のヴァネッサに出会う。
ケニーはラスベガスで洗車場の仕事を得て、何度か自分の車を見かけた。ケニーは車を追跡し、ガレージの所有者であるウェイン・ローリーとの諍いに発展する。ヴァネッサが保釈金を払うと解放された。ケニーの高校の教師であるエド・マクグラスがラスベガスへやって来たが、ケニーはかつて尊敬していた教師が低収入を補うためにコルベットの盗難を手配したことを知り、怒りがこみ上げた。するとマクグラスはケニーがローリーのために働くように手配すると同時に、警察に話さないよう頼んだ。さらに、ケニーが同意しない場合はローリーの部下が「ローリーのやり方で処理する」と述べていたことからケニーは同意したが、密かにコルベットを取り戻すことを企図していた。
最終的にケニーは車を奪還し、ホテルからヴァネッサを救い出して助手席に乗せ、カーチェイスになりながらも、コルベットを運転して帰宅する。彼はマクグラスの秘密を明かしていないが、友情の修復には至らなかった。ケニーは車を学校に返し、ヴァネッサと共に高校の卒業証書を持って立ち去った。